# Ministero del turismo
Il Ministero del turismo è un dicastero del governo italiano. Ha il compito di curare «la programmazione, il coordinamento e la promozione delle politiche turistiche nazionali, i rapporti con le Regioni e i progetti di sviluppo del settore turistico, le relazioni con l'Unione europea e internazionali in materia di turismo e i rapporti con le associazioni di categoria e le imprese turistiche e con le associazioni dei consumatori» (art. 6, DL 22/2021).
È stato istituito nel 2021 per scorporo dal Ministero per i beni e le attività culturali e per il turismo, che contestualmente è stato denominato Ministero della cultura.

## Storia
La Direzione generale del turismo costituiva inizialmente una delle tre strutture dirigenziali in cui si articolava il Ministero del turismo e dello spettacolo (art. 5, legge 617/1959).
Per effetto del referendum abrogativo del 1993, nel 1994 il dicastero fu soppresso e le relative competenze furono trasferite, mediante un decreto-legge (DL 80/1994), alla Presidenza del Consiglio dei ministri, al cui interno furono istituite due apposite strutture dipartimentali, il Dipartimento del turismo (DPCM 12 marzo 1994) e il Dipartimento dello spettacolo (DPCM 12 marzo 1994). Alla mancata conversione del decreto-legge i governi sopperirono ricorrendo di nuovo allo strumento della decretazione d'urgenza, attraverso una serie di decreti-legge costantemente decaduti e reiterati (DL 219/1994, DL 329/1994, DL 477/1994, DL 562/1994, 661/1994, 29/1995), fino ad un definitivo intervento di riordino (DL 97/1995). Nel 1994, col governo Berlusconi I, le funzioni concernenti il turismo e lo spettacolo furono conferite al Sottosegretario di Stato alla Presidenza del Consiglio dei ministri Gianni Letta, mentre nel 1995, col governo Dini, vennero assegnate a Mario D'Addio (DPCM 10 marzo 1995).
Nel 1996, col governo Prodi I, le funzioni in materia di turismo furono devolute al ministro dell'industria, del commercio e dell'artigianato Pier Luigi Bersani (DPCM 31 maggio 1996).
La riforma Bassanini del 1999, nel riorganizzare la struttura dei dicasteri, trasferì le funzioni in materia di turismo al ministero delle attività produttive (artt. 27 e 28, d.lgs. 300/1999), destinato a divenire operativo nel 2001; il trasferimento di dette funzioni fu confermato dalla disciplina di riordino delle strutture generali della presidenza del Consiglio (art. 10, d.lgs. 303/1999). Nelle more, il ministero dell'industria, del commercio e dell'artigianato fu riorganizzato attraverso la creazione di un'ulteriore struttura dirigenziale, la Direzione generale per il turismo, quale partizione primaria del dicastero (art. 2, DPR 116/2000). Nel 2001, in vista dell'organizzazione del nuovo ministero delle attività produttive, la Direzione generale per il turismo divenne un'articolazione del Dipartimento per le imprese (art. 7, DPR 175/2001).
Nel 2006, col governo Prodi II, le funzioni in materia di turismo furono ritrasferite presso la Presidenza del Consiglio (art. 1, comma 19-bis, legge 233/2006), nel cui ambito fu istituito il Dipartimento per lo sviluppo e la competitività del turismo, mentre la Direzione generale del turismo fu soppressa (art. 98, legge 286/2006). Dette competenze vennero peraltro conferite al Ministro dei beni culturali Francesco Rutelli (DPCM 13 luglio 2006).
Nel 2009, sotto il governo Berlusconi IV, la nuova struttura dipartimentale fu riorganizzata (DPCM 2 luglio 2009) e venne espressamente contemplata dalla nuova disciplina di ordinamento delle strutture generali della Presidenza del Consiglio (art. 2, comma 1, lett. d), DPCM 29 ottobre 2009). Le relative competenze furono conferite a Michela Vittoria Brambilla, prima in qualità di Sottosegretario di Stato alla Presidenza del Consiglio e poi come Ministro per il turismo (DPCM 15 maggio 2009). Il dipartimento fu nuovamente annoverato tra le strutture generali della Presidenza del Consiglio dalla successiva disciplina normativa (art. 22, DPCM 1º marzo 2011).
Nel 2012, il governo Monti dispose la soppressione del Dipartimento per lo sviluppo e la competitività del turismo e la sua sostituzione con un apposito ufficio, l'Ufficio per le politiche del turismo, incardinato presso il nuovo Dipartimento per gli affari regionali, il turismo e lo sport (artt. 2 e art. 7, DPCM 21 giugno 2012). Le funzioni in materia di turismo furono conferite al ministro Piero Gnudi, cui furono assegnate anche le competenze in materia di sport (DPCM 16 novembre 2011) e di affari regionali.
Nel 2013, col governo Letta, le funzioni in materia di turismo furono devolute al ministero per i beni e le attività culturali che, nella circostanza, assunse la denominazione di "ministero dei beni e delle attività culturali e del turismo" (art. 1, commi 2 ss., legge 71/2013); l'Ufficio per le politiche del turismo, rimasto inizialmente incardinato presso la presidenza del Consiglio (art. 7), fu poi trasferito a tale dicastero (DPCM 21 ottobre 2013).
Il regolamento di organizzazione del ministero (DPR 233/2007) fu successivamente novellato (in forza dell'autorizzazione di cui all'art. 1, comma 6, della legge 71/2013) attraverso l'istituzione della Direzione generale per le politiche del turismo (DM 18 novembre 2013), poi ridenominata Direzione generale per il turismo (DPCM 28 febbraio 2014) e infine Direzione generale Turismo (DPCM 171/2014).
Nel 2018, col governo Conte I, la direzione generale fu sostituita da una struttura dipartimentale e il ministero delle politiche agricole alimentari e forestali assunse la denominazione di "ministero delle politiche agricole alimentari, forestali e del turismo", al cui interno fu incardinato il nuovo Dipartimento del turismo (DL 86/2018).
Nel 2019 il governo Conte II dispose la soppressione del Dipartimento del turismo e la restituzione delle sue funzioni al Ministero per i beni e le attività culturali (DL 104/2019): il nuovo regolamento di organizzazione (DPCM 169/2019, sostitutivo del precedente DPCM 76/2019), ripristinò al suo interno la Direzione generale Turismo.
Nel febbraio 2021 il governo Draghi stabilì che a decorrere dal successivo 31 marzo le competenze in materia di turismo precedentemente attribuite al Ministero per i beni e le attività culturali fossero trasferite ad un nuovo ed apposito Ministero del Turismo, dotato di portafoglio per la prima volta dall'abrogazione del precedente Ministero del turismo e dello spettacolo, 27 anni prima.

### Cronotassi
- Direzione generale del turismo - struttura del ministero del turismo e dello spettacolo (1959-1994)
- Dipartimento del turismo – struttura della presidenza del Consiglio dei ministri (1995-1999)
- Direzione generale per il turismo - struttura del ministero delle attività produttive (1999-2006)
- Dipartimento per lo sviluppo e la competitività del turismo - struttura della presidenza del Consiglio dei ministri (2006-2012)
- Ufficio per le politiche del turismo - struttura del dipartimento per gli affari regionali, il turismo e lo sport (2012-2013)
- Direzione generale per le politiche del turismo - struttura del ministero dei beni e delle attività culturali e del turismo (2013-2014)
- Direzione generale Turismo - struttura del ministero dei beni e delle attività culturali e del turismo (2014-2018)
- Dipartimento del turismo – struttura del ministero delle politiche agricole alimentari, forestali e del turismo (2018-2019)
- Direzione generale Turismo - struttura del ministero per i beni e le attività culturali e per il turismo (2019-2021)
- Ministero del turismo - dicastero (dal 2021)

## Organizzazione
La Direzione generale Turismo si articolava in tre uffici dirigenziali di livello non generale centrali. Essi sono stati individuati in 3 servizi (DM 28 gennaio 2020): organizzazione e rapporti con le regioni; attuazione del piano strategico; promozione turistica. A quest'ultimo, in particolare, erano attribuiti, tra gli altri, compiti in materia di «promozione del made in Italy e di iniziative, in raccordo con le altre direzioni generali e con l'Agenzia nazionale italiana del turismo (ENIT), per il sostegno alla realizzazione di progetti strategici per la qualità e lo sviluppo dell'offerta turistica e per il miglioramento della qualità dei servizi turistici e per una migliore offerta turistica del territorio».
Il decreto istitutivo del ministero del turismo ha disposto la soppressione della direzione generale.